# Danse Juba
Pour les articles homonymes, voir Juba.

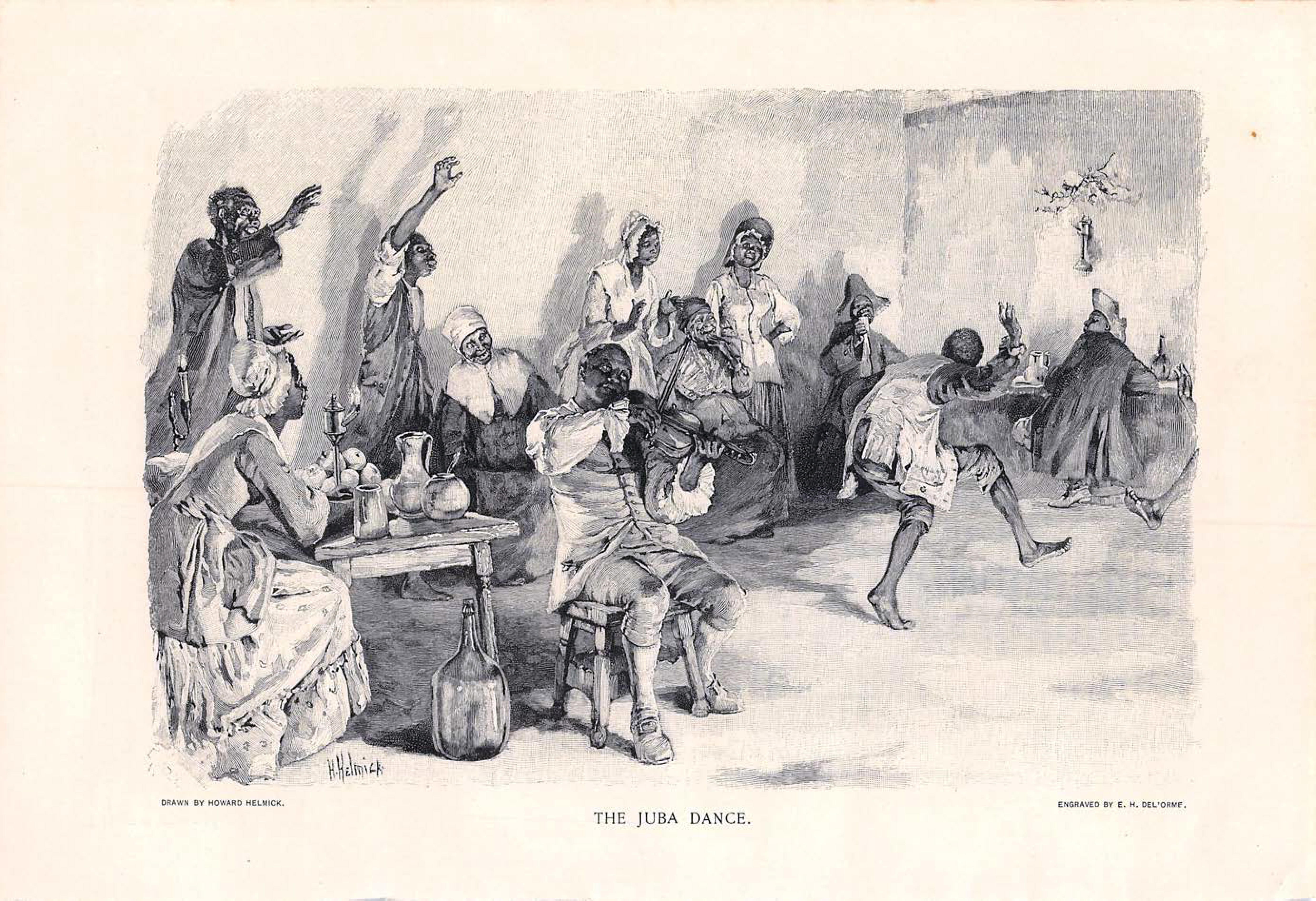
Gravure de 1895.

La danse Juba ou hambone, connue à l'origine sous le nom de Pattin' Juba (Giouba, Haïti : Djouba), est un style de danse afro-américaine qui consiste à piétiner ainsi qu'à claquer et à tapoter les bras, les jambes, la poitrine et les joues (applaudissements). L'expression « Pattin' Juba » est utilisée comme repère de temps dans d'autres danses telles que le walkaround. Un spectacle de danse Juba est composé de pas tels que « Jubal Jubal », « Yaller Cat », « Pigeon Wing » et « Blow That Candle Out ».
La danse se termine traditionnellement par un pas appelé le « Long Dog Scratch ». « Bo Diddley Beat » de Bo Diddley et les step-shows de fraternités étudiantes afro-américaines sont des variations modernes de la danse.

## Histoire de la danse
La danse Juba est introduite à l'origine par les peuples esclaves du royaume du Kongo à Charleston. Elle est exécutée par les esclaves dans les plantations afro-américaines lors de leurs rassemblements, où aucun instrument rythmique n'est autorisé en raison de la peur de messages cachés dans les rythmes. Les sons sont utilisés de la même manière que les tambours parlants yoruba et haïtiens pour communiquer et relayer des informations. La danse est pratiquée en Guyane néerlandaise, dans les Caraïbes et dans le sud des États-Unis.
Plus tard, au milieu du XIXe siècle, de la musique et des paroles sont ajoutées, et des représentations publiques de la danse ont lieu. Sa popularisation a peut-être influencé indirectement le développement des claquettes modernes. Le danseur de Juba le plus célèbre était William Henry Lane, surnommé Master Juba (Maître Juba), l'un des premiers artistes noirs aux États-Unis. Il était souvent dansé dans des minstrel show et est mentionné dans des chansons telles que « Christy's New Song » et « Juba », cette dernière étant composée par Nathaniel Dett.
Dans les années 1930 et 1940, la compositrice afro-américaine Florence Price s'inspire du Juba pour composer ses symphonies.
Le genre est adopté et adapté dans les années 1950 par le chanteur de rhythm and blues Bo Diddley pour son « Bo Diddley beat », qui est copié par de nombreux musiciens de rock.